# 福知山車掌区
福知山車掌区（ふくちやましゃしょうく）は、京都府福知山市にある西日本旅客鉄道（JR西日本）近畿統括本部の車掌が所属する組織である。
乗務範囲は、［福知山線］新大阪駅～福知山駅 ［山陰線］ 京都駅～城崎温泉駅 ［舞鶴線］ 綾部駅～東舞鶴駅 ［JR京都線］大阪駅～京都駅

## 歴史
- 1907年（明治40年）8月1日：福知山車掌駐在所として発足。
- 1918年（大正7年）11月1日：福知山車掌監督になる。
- 1919年（大正8年）7月1日：新舞鶴車掌駐在所が福知山車掌監督新舞鶴駐在になる。
- 1929年（昭和4年）5月1日：福知山車掌所になる。新舞鶴駐在は新舞鶴支所になる。
- 1932年（昭和7年）8月10日：豊岡支所が発足。
- 1936年（昭和11年）9月1日：福知山車掌区になる。豊岡支所・新舞鶴支所は豊岡支区・新舞鶴支区になる
- 1939年（昭和14年）6月1日：新舞鶴支区が東舞鶴支区になる。
- 1947年（昭和22年）1月10日：新舞鶴支区が東舞鶴車掌区になり、豊岡支区は東舞鶴車掌区の豊岡支区になる。
- 1948年（昭和23年）7月1日：東舞鶴車掌区豊岡支区が福知山車掌区豊岡支区になる。
- 1950年（昭和25年）8月1日：豊岡支区が豊岡派出所になる。
- 1984年（昭和59年）2月1日：西舞鶴車掌区が福知山車掌区の西舞鶴支区になる。
- 1986年（昭和61年）11月1日：西舞鶴支区は西舞鶴派出所になる。
- 1990年（平成2年）6月1日：豊岡派出所は豊岡鉄道部になる。